# Zemljodilska kasina
Zemljodilska kasina je bila kulturno i prosvjetno društvo iz Subotice.
Osnovana je u Subotici 1922. godine, a osnivači su bili Ivan Crnković, čelnik Zemljodilske stranke, Marko Jurić, Bunjevac koji je bio zadrti pristaša Radikalne stranke i tvrdokorni protivnik hrvatstva Bunjevaca, Antun Vidaković, Đuka Marković i ini. 
Neko kratko vrijeme i novinar Lazar Stipić, nakon što je par mjeseci bio u Socijalističkoj partiji, javno je izjavio da je član Zemljodilske kasine.
Zadaća ove ustanove je bila podizati materijalno blagostanje zemljodjelaca među Bunjevcima, a sve radi promicanja isključivog bunjevačkog imena među Bunjevcima na štetu hrvatskog identiteta.
Bila je dio projekta velikosrpskog karađorđevićevskog režima koji je podupirao sebi lojalne osobe iz redova bunjevačkih Hrvata. Ti režimski ljudi su osnivali udruge kojima je bio cilj onemogućiti integriranje bačkih Bunjevaca i Šokaca u hrvatsku naciju. 
Oko ove kasine su se okupljali bački Bunjevci i Šokci koji se nisu osjećali Hrvatima niti se osjećali Srbima.
Izdavala je tjedni list Bunjevačke novine od 1924. do 1927. godine.